# Алексієвка (Бузулуцький район)
Алексі́євка (рос. Алексеевка) — селище у складі Бузулуцького району Оренбурзької області, Росія.

## Населення
Населення — 2 особи (2010; 3 у 2002).
Національний склад (станом на 2002 рік):
- росіяни — 100 %